# کقالق
کقالق یکی از روستاهای قدیمی شهرستان اهر استان آذربایجان شرقی است که در دهستان بزکش بخش مرکزی شهرستان اهر واقع شده‌است.این روستا ۷۸۵ نفر جمعیت دارد.